# تیم ملی فوتبال مالی
تیم ملی فوتبال مالی نماینده کشور مالی در مسابقات بین‌المللی و آفریقایی است که زیر نظر فدراسیون فوتبال مالی فعالیت می‌کند.
اولین بازی رسمی این تیم در تاریخ ۱۳ آوریل ۱۹۶۰ میلادی در برابر تیم ملی فوتبال جمهوری آفریقای مرکزی برگزار شده است.